# Farigia peruana
Farigia peruana är en fjärilsart som beskrevs av Paul Dognin 1911. Farigia peruana ingår i släktet Farigia och familjen tandspinnare. Inga underarter finns listade i Catalogue of Life.